# Moritz Müller (Schlagzeuger)
Moritz Müller (* 7. Februar 1985 in Würzburg) ist ein deutscher Schlagzeuger. Er ist Mitglied der Band The Intersphere und außerdem ein gefragter Studio- und Livemusiker.

## Leben
Moritz Müller wurde in eine musikalische Familie hineingeboren. Er wuchs in Oberaltertheim auf. Schon früh probierte er einige Instrumente aus und entschied sich schließlich für das Schlagzeug. Im Alter von 15 nahm er Schlagzeugstunden bei Jim Evans, später bei Udo Dahmen. Er verließ die Schule nach der Mittleren Reife und besuchte anschließend für ein Jahr die Berufsfachschule für Musik in Dinkelsbühl.
Mit 18 Jahren zog er nach Mannheim und studierte an der dortigen Popakademie. Er gehörte dem allerersten Jahrgang an. Dort gründete er auch seine erste Band Hesslers, die es bis zu Rock am Ring 2007 schafften. Aus dieser Band entwickelte sich die Gruppe The Intersphere, die mit zwei Alben die deutschen Charts erreichte. 2006 gründete er auch die Jazzband Hotlips.
Als Schlagzeuger beteiligte er sich an zahlreichen Tourneen und Alben namhafter Künstler wie Julia Neigel, Moses Pelham, Xavier Naidoo, Bobby Kimball, The Weather Girls und Gianna Nannini. Seit 2021 ist er Schlagzeuger der Studioband in der Show Let the Music Play, einer Neuauflage von Hast Du Töne?. Im Juli 2022 wurde er neuer Schlagzeuger der Heavytones.

## Diskografie
Mit The Intersphere
- siehe The Intersphere#Diskografie

Mit Hotlips
- 2007: Live at Quasimodo (als Jasper van’t Hof Hotlips, Jaro Medien)

Als Gast- und Sessionmusiker
- 2012: Moses Pelham: Geteiltes Leid 3
- 2012: Haudegen: En Garde
- 2013: Wolvespirit: Dreamcatcher
- 2014: Yvonne Mwale: Ninkale – Let Me Be
- 2014: Ali Neander feat. Hellmut Hattler: This One Goes to Eleven
- 2017: Gianna Nannini: Amore Gigante
- 2017: Hellmut Hattler: Baseball II
- 2020: Ali Neanders Blues Bang: Family Reunion